# Hazel Abel
Pour les articles homonymes, voir Abel (homonymie).
Hazel Abel, née Hempel le 10 juillet 1888 et morte le 30 juillet 1966, est une femme politique républicaine américaine. Elle est sénatrice du Nebraska en 1954 après le décès du sénateur Dwight Griswold et l’intérim d’Eva Bowring, devenant la deuxième femme sénatrice de l’histoire de l’État mais la première élue. Censée terminer le mandat de son prédécesseur, elle démissionne à la fin de l’année.

## Biographie

### Famille et études
Hazel Hempel est née à Plattsmouth, au Nebraska, fille de Charles Hempel et d'Ella Hempel. Elle fréquente les écoles publiques d'Omaha (Nebraska) et est diplômée de l'université de Nebraska-Lincoln en 1908. Elle travaille comme professeur de mathématiques et directrice de lycée à Papillion (Nebraska), Ashland (Nebraska) et Crete (Nebraska), avant de devenir secrétaire, trésorière et enfin présidente de l'entreprise de construction de son mari.

### Carrière politique
Hazel Abel est déléguée aux conventions républicaines de l'État du Nebraska de 1939 à 1948 et de 1952 à 1956. En 1954, elle est élue vice-présidente du comité central républicain de l'État. La même année, elle est élue pour terminer le mandat du sénateur Dwight Griswold, décédé en cours de mandat. Elle devient la première femme élue du Nebraska à siéger au Sénat, ainsi que la première femme à succéder à une autre femme à un siège de sénateur, Eva Bowring ayant été précédemment nommée à ce siège jusqu'à l'organisation du scrutin. Elle siège au Sénat du 8 novembre 1954 jusqu'à sa démission le 31 décembre 1954.
Elle démissionne trois jours avant l'expiration de son mandat, afin de donner un avantage d'ancienneté à son collègue républicain Carl Curtis du Nebraska, élu pour un mandat de six ans en novembre. Elle a expliqué plus tard qu'elle avait fait campagne pour ce mandat de deux mois afin d'accroître la visibilité des femmes dans la vie politique. « Pour moi, il ne s'agissait pas seulement d'un court mandat au Sénat », raconte-t'elle à Newsweek. « Je voulais que les électeurs du Nebraska expriment leur approbation de la présence d'une femme au gouvernement. J'étais en quelque sorte un cobaye ». Au Sénat, elle vote pour la censure du sénateur Joseph McCarthy, du Wisconsin, lors des auditions Army-McCarthy. Hazel Abel est le cinquième des six sénateurs à siéger au cours de la quinzième législature du Sénat pour le siège de classe 2 du Nebraska (du 3 janvier 1949 au 3 janvier 1955).
Elle est déléguée à la Conférence de la Maison-Blanche sur l'éducation en 1955 et présidente de la délégation du Nebraska à la Convention nationale républicaine de 1956. De 1955 à 1959, elle est membre de la commission du centenaire de Théodore Roosevelt et, en 1957, elle est nommée « Mère américaine de l'année ». Elle est également présidente et fondatrice de la Fédération des femmes républicaines du Nebraska et siège au conseil d'administration du Doane College et du Nebraska Wesleyan College. Elle tente sans succès de remporter l'investiture républicaine pour le poste de gouverneur du Nebraska en 1960.

## Mort et hommage
Elle décède à Lincoln, au Nebraska, le 30 juillet 1966 et est inhumée au cimetière Wyuka de la ville. Le parc Hazel Abel de Lincoln est nommé en son honneur.

## Sources
- (en) Cet article est partiellement ou en totalité issu de l’article de Wikipédia en anglais intitulé « Hazel Abel » (voir la liste des auteurs).